# Hyeokgeose
Hyeokgeose (* 69 v. Chr.; † 4 n. Chr.) war legendäre Gründer des Königreichs Silla, eines der Drei Reiche von Korea. Er herrschte von 57 v. Chr. bis zu seinem Tod im Jahr 4 n. Chr. und trug den Titel Geoseogan (거서간). Hyeokgeose ist der Stammvater des Park-Clans, einer der bedeutendsten Adelsfamilien in der koreanischen Geschichte. Seine Legende ist hauptsächlich in den Chroniken der Drei Reiche (Samguk Sagi) und den Legenden der Drei Reiche (Samguk Yusa) überliefert.

## Name und Titel
Der Name Hyeokgeose (赫居世) bedeutet „hell leuchtende Welt“, was auf seine mythische Geburt aus einem von Licht erfüllten Ei zurückgeführt wird. Ein alternativer Name war Bulgunae (弗矩內), was ebenfalls „strahlende Welt“ bedeutet und seine Verbindung zu Licht- und Sonnenverehrung unterstreicht. Sein Nachname Park (朴) leitet sich vom koreanischen Wort für Kürbis (bak, 박) ab, da das Ei, aus dem er schlüpfte, wie ein Kürbis geformt gewesen sein soll.Historiker weisen jedoch darauf hin, dass die Verwendung von Nachnamen im chinesischen Stil in Silla erst Jahrhunderte später üblich wurde und die Namensgeschichte wahrscheinlich eine spätere Zuschreibung ist.
Sein Herrschertitel war Geoseogan (居西干), auch Geoseulhan (居瑟邯) was in der Sprache des Jinhan-Bundes „König“ bedeutete.

## Gründungslegende
Laut der Samguk Sagi lebten vor der Gründung Sillas Flüchtlinge des gefallenen Gojoseon-Reiches in sechs Dorfgemeinschaften in den Tälern der heutigen Region Gyeongju. Diese sechs Dörfer, bekannt als die Sechs Dörfer von Saro, (사로 6촌) bildeten den sogenannten Jinhan-Bund. Im Jahr 69 v. Chr. versammelten sich die Vorsteher der Dorfgemeinschaften am Alcheon-Hügel (알천), um über die Gründung eines neuen Königreichs zu beraten.
Im Jahr 69 v. Chr. erblickte Sobeol-gong, der Vorsteher des Goheo-Dorfes, am Fuße des Yangsan-Berges ein kniendes und weinendes Pferd neben einem Brunnen namens Najeong (나정). Als er sich näherte, verschwand das Pferd, und zurück blieb ein großes, glänzendes Ei. Aus diesem Ei schlüpfte ein kleiner Junge. Die Dorfältesten erkannten das wundersame Ereignis an, zogen den Jungen auf und waren von seiner frühen Reife und Weisheit beeindruckt. Als der Junge 13 Jahre alt wurde, im Jahr 57 v. Chr., bestieg er auf Drängen der sechs Dorfvorsteher den Thron. Der Name seines Reiches war anfangs Seonabeol (徐那伐), woraus sich die späteren Namen Seorabeol, Saro und schließlich Silla entwickelten.
Im Jahr 53 v. Chr. heiratete er die ebenfalls auf wundersame Weise geborene Alyeong (알영).
Die Geburt aus einem Ei (卵生神話, nansaeng sinhwa) ist ein verbreitetes Motiv in den Gründungslegenden koreanischer und anderer nordostasiatischer Völker (z. B. Jumong von Goguryeo oder Suro von Gaya). Es symbolisiert eine göttliche oder himmlische Abstammung des Herrschers.

## Leben und Herrschaft
Hyeokgeose regierte etwa 60 Jahre lang und legte den Grundstein für ein Königreich, das 668 einen Großteil der Koreanischen Halbinsel vereinen sollte.
Er starb im Alter von 73 Jahren und wurde in Sareung nördlich von Dameomsa (südlich von Namcheon) begraben. Hyeokgeose wurde von seinem ältesten Sohn Namhae Chachaung abgelöst.